# 斯旺夸特鎮區 (北卡羅萊納州海德縣)
斯旺夸特鎮區（英語：Swan Quarter Township）是位於美國北卡羅萊納州海德縣的一個鎮區。

## 地方資料
斯旺夸特鎮區的面積為171.46平方千米，皆為陸地。根據2020年美國人口普查的數據，當地共有人口651人，而人口密度為每平方千米3.8人。